# Trogoderma paralia
Trogoderma paralia är en skalbaggsart som beskrevs av William James Beal 1954. Trogoderma paralia ingår i släktet Trogoderma och familjen ängrar. Inga underarter finns listade i Catalogue of Life.